# Dnevnik iz jetnišnice
 Dnevnik iz jetnišnice  je delo Iva Brnčića, prvič objavljeno v Ljubljanskem zvonu leta 1938.
Na začetku je samo opis občutkov, ki so pripovedovalca prevzemali v zaporu, pozneje pa se prelije v nepotešljiv krik po svobodnem in neutesnjenem življenju. Časa za razmišljanje ima na pretek in šele v zaporu se nenadoma zave, da se mu je odkrila prava vrednost življenja – najti radost v majhnih, vsakdanjih stvareh. Osebna doživetja je dopolnil z razmišljanji o družbi in dolžnostih posameznika, o tovarištvu in zvezi med ljudmi. Vmes je vpletel misli o smislu in moči tovarištva, jih pomešal s spomini na ženo in množico stvari, ki so zdaj dobile zanj pravi pomen, dodal pa jim je še razmišljanja o velikem poslanstvu, ki čaka ljudi v prihodnosti.
Dela pravzaprav ne bi mogli imenovati dnevnik, ker so se meje časa zabrisale in se pomešale v razmišljanjih, ki jih opredeljuje predvsem tesnobni občutek nemoči. V tem avtobiografskem zapisu se je Brnčić opredelil do vrste osrednjih vprašanj v človekovem življenju ter se odločil za svobodnega, ustvarjalnega človeka.